# Kunadacs
Kunadacs este un sat în districtul Kunszentmiklós, județul Bács-Kiskun, Ungaria, având o populație de 1.539 de locuitori (2011). 

## Demografie
Componența etnică a satului Kunadacs
     Maghiari (97,98%)
     Germani (1,11%)
     Necunoscut (0,21%)
     Alții (0,7%)
Componența confesională a satului Kunadacs
     Romano-catolici (57,31%)
     Fără religie (10,72%)
     Reformați (10,46%)
     Necunoscută (20,92%)
     Alte religii (2,99%)
Conform recensământului din 2011, satul Kunadacs avea 1.539 de locuitori. Din punct de vedere etnic, majoritatea locuitorilor (97,98%) erau maghiari, cu o minoritate de germani (1,11%). Apartenența etnică nu este cunoscută în cazul a 0,21% din locuitori.  Din punct de vedere confesional, majoritatea locuitorilor (57,31%) erau romano-catolici, existând și minorități de persoane fără religie (10,72%) și reformați (10,46%). Pentru 20,92% din locuitori nu este cunoscută apartenența confesională.